# Исмета Крвавац
Исмета Крвавац (рођ. Дервоз; Сарајево, 18. јануар 1954) босанскохерцеговачка је певачица поп музике. Након основног и средњег образовања (Гимназија), 1984. године дипломира на Вишој економско-комерцијалној школи у Сарајеву. Завршила је и нижу музичку школу - одсек клавир. Најпознатија је по извођењу песме Земљо моја.

## Биографија
Од 1968. године професионално се бави певањем као чланица поп-рок групе Кодекси, заједно са Гораном Бреговићем и Жељком Бебеком. Након распада групе, гитариста Слободан Вујовић оснива групу Амбасадори, а остатак групе постаје Бијело дугме. 1970. године, Исмета се појављује на сарајевском Вашем шлагеру сезоне и Песми лета (путујући караван певача), али не постиже значајне успехе.
Након одласка тадашњег вокала Амбасадора, Здравка Чолића, 1972. године Исмета постаје вокални солиста групе. Уједно, најплоднија фаза Амбасадора била је у периоду од 1972. - 1976. године са Исметом Крвавац као вокалом.
На Вашем шлагеру сезоне 1975. године, освајају публику широм Југославије, песмом Кемала Монтена Земљо моја, освајају четврто место, а Исмета добија Златни микрофон - награду за интерпретацију. Песма је остала велики хит и данас.
Године 1976, Амбасадори представљају бившу Југославију на Песми Евровизије у Хагу, песмом Не могу скрити своју бол и заузимају претпоследње место.
Године 1977. напушта групу Амбасадори и почиње солистичку каријеру. На место вокала у групи долази Јасна Госпић.
Редовно је учествовала на фестивалу Ваш шлагер сезоне, а 1980. године тријумфује песмом Ја немам мира. Годину дана касније издаје албум Исмета, и 1981. године, заједно са Недом Украден и Јадранком Стојаковић на Песми Евровизије пева пратеће вокале Сеиду Мемићу Вајти, који је тадашњу Југославију представљао са песмом Ранка Бобана -  Лејла.
Од 1988. године, када се повлачи са сцене, почиње са радом у музичком програму Радио Сарајева као уредник и водитељ. Исте године имала је и последњи наступ на Вашем шлагеру сезоне са песмом Плави јорговани.
1992. године покреће пројекат учествовања РТВ БиХ на Песми Евровизије. Награђена је Повељом интернационалне лиге хуманиста, за деловање у периоду од 1992. - 1996. године. Последњи уредничко-продуцентски ангажман био јој је посао извршног продуцента пројекта ЕУРО 2008 (фудбалско првенство у Аустрији и Швајцарској) за ЈС РТВ БиХ и директан пренос концерта Андрее Бочелија и Чешке филхармоније из Међугорја.
Поводом отварања Требевићке жичаре 2018. године, музичари из некадашње групе Амбасадори су жичари посветили песму Требевић опет силази у град, где су се по први пут у песми састала сва четири бивша вокала групе: Здравко Чолић, Исмета Крвавац, Јасна Госпић и Хајрудин Хари Варешановић.

## Фестивали
Ваш шлагер сезоне, Сарајево:
- Стари и млади, '70
- Посљедња серенада (као вокал групе Амбасадори), '72
- Срце те жели (као вокал групе Амбасадори), '73
- Негдје на неком мору (као вокал групе Амбасадори), четврто место, '74
- Земљо моја (као вокал групе Амбасадори), четврто место и награда Златни микрофон - награда за интерпретацију, '75
- Усне имам да га љубим (као вокал групе Амбасадори), '76
- Између јаве и сна, '77
- Добро дошао у живот, трећа награда публике, '78
- Ја немам мира, победничка песма, '80
- Добро јутро, '81
- Љубав нема боље дане, '82
- Пусти ме на миру, '83
- Биће опет добро, душо, '87
- Плави јорговани, '88

Опатија:
- Као ријека (као вокал групе Амбасадори), '73
- Лијепе ријечи (као вокал групе Амбасадори), '74
- Буди с њом (као вокал групе Амбасадори), '75
- Не могу скрити своју бол (као вокал групе Амбасадори), '76
- Твоје писмо, '80
- Док ме љубав није нашла, '81
- Има нешто у том што ме нећеш, '82
- Лудуј срце, '85

Песма лета:
- Џенге, џенге, '70

Загреб:
- Вратит ћу се, '70

Скопље:
- Свирај ми, свирај (као вокал групе Амбасадори), награда за најбољег младог интерпретатора, '72
- Празен е мојот дом (као вокал групе Амбасадори), '74

Евросонг:
- Лејла (песма), (као пратећи вокал са Недом Украден и Јадранком Стојаковић -  Сеиду Мемићу Вајти), 15. место, '81

Макфест, Штип:
- Ма беше ти се, '89